# Йоганн Герман Шейн
Йоганн Герман Шейн, правильніше Шайн (нім. Johann Hermann Schein; 20 січня 1586, Грюнхайн (нині Грюнгайн-Баєрфельд), Саксонія — 19 листопада 1630, Лейпциг
) — німецький композитор і капельмейстер. Йоганн Герман Шейн — один з найбільш значних (поряд з С. Шейомдт і Г. Шютцем, так звані «три Ш») композиторів раннього німецького бароко.

## Біографія
З 1599 року співочий придворної капели в Дрездені, де його вчителем музики був придворний капельмейстер нідерландського походження Рогір Міхаель (Rogier Michael). У 1603-07 жив у відомій гімназії Шульпфорта (поблизу Наумбурга), де продовжив навчання музиці у Бартоломея Шера (Scheer) і Мартіна Рота (Roth). У 1607 повернувся в Дрезден, в 1608 вступив на юридичний факультет Лейпцизького університету. Будучи студентом-юристом в 1609 опублікував свій перший твір — збірник світської вокальної музики «Venus Kräntzlein» («Маленький вінок Венери»). У 1612 закінчив Лейпцизький університет. У 1615-16 в Веймарі — капельмейстер при дворі герцога саксен-веймарського Йоганна Ернста. З 1616 року до кінця життя — кантор лейпцизької церкви Святого Томи (в обов'язки Шейна входило також викладання латини і співу в Томасшуле) і керівник міської музики (Musikdirektor) Лейпцига. Близько 1626 року здоров'я Шейна різко погіршилось (страждав від туберкульозу, каменів в нирках та ін. хвороб). Дві поїздки на курорт в Карлсбад не допомогли, і в 1630 році у віці 44 років Шейн помер.

## Творчість
У першій половині XVII століття в Німеччині високо шанували «трьох великих Ш» — Г. Шютца, Шейна і С. Шейдта. Основні твори Шейна в області духовної музики — 4-голосні обробки протестантських хоралів («Cantional», 1627), духовні концерти (2 збірки «Opella nova», 1618 і 1626; в першому хорові, у другому — хорові і сольні) і мотети (збірник «Cymbalum Sionium sive cantiones sacrae», 1615). Як і Шютц, Шейн багато писав в італійському стилі, наприклад, триголосні віланелли в трьох збірках під назвою «Невибаглива музика» («Musica boscareccia»; 1621, тисяча шістсот двадцять шість, 1628), мадригали в збірнику «Вівчарські розваги» ("Diletti pastorali. Hirten Lust ", 1624). При цьому «італійські» віланелли і мадригали Шейна написані не на італійські, а на німецькі (в тому числі, біблійні) тексти. Гумористичний характер носить збірник Шейна «Студентський бенкет» («Studenten-Schmauß», 1626). Видання складається з п'яти застільних пісень, деякі з яких виходять за рамки «чистої» розважальності (як «Frischauf, ihr Klosterbrüder mein» — «Освіжіться, брати мої»).
Зразок «високого» стилю Шейна — збірник духовних мадригалів «Ізраїльське джерело» («Israelis Brünnlein», альтернативна авторська назва — італ. Fontana d'Israel; всього 26 п'єс), виданий в Лейпцигу в 1623 році. Крім старозавітних цитат (Псалтир, Притчі Соломонові, Ісая, Буття, Екклезіаст та ін.), які склали більшість виспівували текстів, Шейн поклав на музику один фрагмент з Апокаліпсису і два римованих вірші невідомого автора — імовірно власного виробництва. До партії basso continuo Шейн написав звернення: «до всіх знавців і любителів музики», з яких випливає, що мадригали зі збірки використовувалися в житті міста як «музика на випадок» — вони пристосовувалися до таких подій як весілля, похорон, вибори міської ради, присудження почесного звання і т. ін. Всі п'єси написані «в італійській мадригальній манері» («auff Italian-madrigalische Manier») на п'ять голосів — за винятком останньої, написаної на шість голосів. «Італійська манера» очевидна у використанні типових для пізнього італійського мадригалу риторичних фігур і вишуканої хроматичної гармонії — і то відзначається, наприклад, в «Da Jakob vollendet hatte» (№ 10) і «Die mit Tränen säen» (№ 3). Як можливу стильову модель Шейн розглядається перш за все К. Монтеверді. Цікаво, що (на відміну від Шютц) Шейн ніколи не був в Італії і не брав уроки у італійських майстрів.
Шейн охоче писав також світську інструментальну музику як, наприклад, 20 сюїт в збірнику «Музичне бенкет» («Banchetto musicale», 1617). Він також рекомендував свої вокальні твори для альтернативного виконання силами інструментального ансамблю.

## Видання творів
- Neue Ausgabe sämtlicher Werke, hrsg. v. Adam Adrio, Arno Forchert ua 10 Bde. Kassel: Bärenreiter, 1963—2010 (нове — критичне — видання творів Шейна):

1. Bd.1. Israelsbrünnlein 1623. Geistliche Madrigale zu 5 Stimmen und Generalbass (1963)
2. Bd.2 / 1. Cantional oder Gesangbuch Augsburgischer Konfession 1627/1645. Teil 1 (1965)
3. Bd.2 / 2. Cantional oder Gesangbuch Augsburgischer Konfession 1627/1645. Teil 2 (1967)
4. Bd.3 / 1. Cymbalum Sionium, sive Cantiones Sacrae, 1615. 18 Motetten zu 5 und 6 Stimmen (1994)
5. Bd.3 / 2. Cymbalum Sionium, sive Cantiones Sacrae, 1615. 12 Motetten zu 8, 10, 12 Stimmen und eine Canzon zu 5 Stimmen (1997)
6. Bd.4. Opella nova I, 1618 (1973)
7. Bd.5. Opella nova II, 1626 (1986)
8. Bd.6. Venuskränzlein, 1609; Studentenschmaus 1626 (1995)
9. Bd.7. Musica Boscareccia: Villanellen zu 3 Stimmen mit Generalbaß, 1621, 1626, 1628 (1989)
10. Bd.8. Diletti pastorali, 1624. Weltliche Madrigale zu 5 Stimmen und Generalbass (1969)
11. Bd.9. Banchetto Musicale, 1617. 20 suiten zu 5 Stimmen (1967)
12. Bd.10 / 1. Gelegenheitskompositionen: Motetten und Konzerte zu 2 bis 6 Stimmen (2004)
13. Bd.10 / 2. Gelegenheitskompositionen: Motetten und Konzerte zu 7 bis 24 Stimmen (2005)
14. Bd.10 / 3. Gelegenheitskompositionen: Kantionalsätze und weltliche Kompositionen (2008)
15. Bd.10 / 4. Gelegenheitskompositionen: Fragmente sowie Werke zweifelhafter Zuschreibung (2010)

- Sämtliche Werke, Bde. I—VII, hrsg.v. A. Prüfer. Leipzig, 1901—1923 (старе видання)